# Musée de Zemun
Le musée de Zemun (en serbe cyrillique : Завичајни музеј Земуна ; en serbe latin : Zavičajni muzej Zemuna) est situé à Belgrade, la capitale de la Serbie, dans la municipalité urbaine de Zemun. Créé en 1954, il dépend du musée de la ville de Belgrade. On y trouve des collections historiques concernant Zemun et sa région.
Il se trouve au 9 rue Glavna, la rue principale de Zemun.

## Histoire et architecture
Depuis 1971, le musée est installé dans l'ancienne maison Spirta ou maison Špirta (en serbe cyrillique : Спиртина кућа ou Шпиртина кућа ; en serbe latin : Spirtina kuća ou Špirtina kuća), construite vers 1840 dans un style néogothique pour les Spirta, une famille prospère et influente de Zemun. Ce style la différencie des autres demeures du voisinage, qui mêlent le classique et le baroque, et confirme la position sociale et le goût de ses anciens propriétaires. Sur la rue, elle est constituée d'un unique rez-de-chaussée, avec un porche situé à l'ouest du bâtiment ; elle est formée de trois ailes, dont deux donnent sur un jardin intérieur. La maison a plus tard abrité l'hôtel Garni. En raison de sa valeur architecturale, elle est inscrite sur la liste des monuments culturels protégés de la république de Serbie (identifiant no SK 43) et sur la liste des biens culturels de la ville de Belgrade.

## Collections
Le musée abrite une collection permanente comprenant des objets et des documents retraçant l'histoire de Zemun et de sa région depuis le Néolithique jusqu'aux lendemains de la Seconde Guerre mondiale. Il abrite par exemple les objets d'époque romaine exhumés sur le site archéologique de Brestove međe.

## Manifestations
Le musée participe à la Nuit européenne des musées.